# Tinus van Beurden
Martinus Cornelis Maria „Tinus” van Beurden (ur. 30 kwietnia 1893 w Tilburgu, zm. 29 maja 1950) – holenderski piłkarz grający na pozycji napastnika. W swojej karierze rozegrał 1 mecz w reprezentacji Holandii.

## Kariera klubowa
W swojej piłkarskiej karierze van Beurden grał w klubie Willem II Tilburg.

## Kariera reprezentacyjna
Swój jedyny mecz w reprezentacji Holandii van Beurden rozegrał 5 kwietnia 1920 roku przeciwko Danii (2:0). W tym samym roku zdobył z Holandią brązowy medal na Igrzyskach Olimpijskich w Antwerpii.